# 吉田沙織 (1997年生のバスケットボール選手)
吉田 沙織（よしだ さおり、1997年5月29日 - ）は、日本の女子バスケットボール選手である。ポジションはポイントガード。Wリーグの東京羽田ヴィッキーズ所属。

## 来歴
福岡県出身。
中村学園女子高校でインターハイ、名古屋学院大でインカレをそれぞれ経験。
卒業後はAC播磨イーグレッツに加入。チームは姫路イーグレッツとなり2022年よりWリーグに参入。
2024年4月8日に自由契約選手リストに公示され、2024-25シーズンより、東京羽田ヴィッキーズへの移籍が決まる。